# Hogna sanctivincentii
Hogna sanctivincentii är en spindelart som först beskrevs av Simon 1897.  Hogna sanctivincentii ingår i släktet Hogna och familjen vargspindlar. Inga underarter finns listade i Catalogue of Life.